# Brigadas Femininas de Santa Joana d'Arc
As Brigadas Femininas de Santa Joana D'Arc foram unidades paramilitares de mulheres católicas, as quais concentraram uma parte significativa das atividades de lógistica, inteligência e espionagem por parte do Exército Cristero durante a Guerra Cristera no México, além de se envolverem diretamente em combates contra tropas do Exército Mexicano leais ao governo de Plutarco Elías Calles.

## História
Com a intensificação da perseguição anticatólica por parte do Governo Mexicano e a repressão das manifestações de oposição pacífica dos movimentos civis católicos, começou a conformação de diversos grupos armados católicos que viriam a conformar o Exército Cristero contra o governo Calles, sendo as Brigadas Femininas de Santa Joana d'Arc uma das primeiras organizações paramilitares a se estruturar.
A primeira brigada foi formada em 21 de junho de 1927 em Zapopan, no estado de Jalisco, chefiada pela Sra. Uribe que assinou sob um pseudônimo de "Sra. G. Richaud", sendo inicialmente composta por 17 mulheres, porém escalando poucos dias para mais de 135 integrantes.
O principal trabalho das brigadas se focava na área logística, sendo elas responsáveis pela captação de recursos, provisão de alimentos e fornecimento de uniformes, bem como também realizando trabalhos de inteligência através da coleta de informações e centralizando as atividades de suporte como o fornecimento de abrigo, tratamento médico e proteção jurídica para os combatentes. O seu lema era o voto de silêncio, o que permitiu um trabalho mais eficaz. As mulheres foram inicialmente recrutadas em escolas católicas e, com o tempo, aderiram também grandes contingentes de mulheres camponesas e mulheres de outras camadas sociais.
Uma das principais líderes do grupo foi Catalina de la Peña. Em março de 1928, os membros da brigada somavam aproximadamente 10.000 militantes.
As Brigadas Femininas de Santa Joana D'Arc transportavam munições em espartilhos ou em carroças cobertas de milho, sabão, ovo ou cimento para as zonas de combate, onde posteriormente as transportavam em mulas de volta aos Cristeros. Fingindo piqueniques ou passeios, as integrantes da brigada saíam com os mantimentos e os distribuíam discretamente em locais secretos previamente combinados.
As brigadas passaram a contar com 56 grupos que davam um total de 25 mil militantes. A eficácia de suas ações e o voto de silêncio permitiram que o governo não tivesse conhecimento de suas manobras até março de 1929, data em que começaram as incursões para prendê-las em Guadalajara e na Cidade do México, mas não conseguiram enfraquecê-las, com as brigadas permanecendo em atividade até o fim do conflito.